# Hugo Piette
Pour les articles homonymes, voir Piette.
Hugo Piette, né le 15 avril 1980 à Namur (région wallonne), est un dessinateur, scénariste et coloriste belge francophone de bande dessinée.
Il est rattaché par son style à la ligne claire.

## Biographie

### Jeunesse
Hugo Piette naît le 15 avril 1980 à Namur. Sa première lecture de bande dessinée est Bob et Bobette — il en lit beaucoup —, puis sa maman l'abonne au Journal de Mickey et ensuite à Spirou où il adore Tom Carbone, Aristote et ses potes, Le Scrameustache tout comme Donito de Conrad et Théodore Poussin. Adolescent, il fréquente un collège jésuite comme ça n’est pas très amusant, il dessine pour s’évader un peu.
Hugo Piette fait des études de bande dessinée à l’École supérieure des arts Saint-Luc de Liège où il suit les cours de Philippe Sadzot (mieux connu sous le pseudonyme de Fifi) qui lui ouvre l'esprit et développe un intérêt pour la BD indépendante et les labels alternatifs, jusqu’en 2003. Il y fait la connaissance de Xavier Lemmens (Commando Torquemada) avec qui il commence à travailler dans le fanzine Mycose où il publie une série Immodium Man et Smoke Man, dessinée en se partageant les décors mais en gardant chacun ses personnages.

### Carrière
Hugo Piette collabore à partir de 2005 au magazine mensuel de bandes dessinées pour enfants édité par les éditions Milan Capsule cosmique, où il crée la série Poncho et Semelle ; un western humoristique, mettant en scène un cow-boy et son fidèle cheval Semelle qui ont le don de se mettre dans des situations absurdes. La même année, il fait son entrée à Spirou où il anime occasionnellement diverses rubriques rédactionnelles, en dessinant un gag sur un scénario de Zidrou et un court récit en 4 planches sur un scénario de Jean-Charles Bronson depuis 2005. Il est incité par Gwen de Bonneval à poursuivre Poncho et Semelle, il publie son premier album Joyeux western aux Éditions Sarbacane en 2007. Puis, il enchaîne sur la même série avec La Colère de l'ouest (2008), Le Cow-boy du siècle (2009), une intégrale est publiée en 2018. Parallèlement, il poursuit ses animations dans Spirou et à l'occasion du 70e anniversaire du journal, il réalise quatre couvertures différentes pour le numéro exceptionnel 3653 du 16 avril 2008. Il publie le premier court récit de la série Les Arrachés avec Xavier Lemmens dans Fluide glacial en 2008 et repris en album la même année chez Audie.
Il s'associe au scénariste Gwen de Bonneval pour une nouvelle série Varulf dont le premier tome La Meute sort dans la collection « Bayou » aux Éditions Gallimard en février 2013 et dans la foulée Mon nom est Trollaukinn qui clôt ce diptyque en mars 2014. Entretemps, il dessine un court récit de quatre planches intitulé Spirou, pour vous servir !, scénarisé par Lewis Trondheim à l'occasion de la commémoration des 75 ans du journal Spirou publié dans le numéro double 3914 du 17 avril 2013. À l'occasion du festival d'Angoulême 2015, il participe au collectif Sweet 15 aux éditions L'Employé du Moi. Avec le même Lewis Trondheim, il s'associe pour Happy birds, 36 strips qui paraissent dans Spirou de 2015 à 2016 avant d'être compilés en album dans la collection « Shampooing » chez Delcourt en 2017.
Il adapte en bande dessinée Seuls sont les indomptés pour lequel il change d'approche graphique, sur un scénario de Max de Radiguès, d'après l'œuvre d'Edward Abbey aux Éditions Sarbacane en 2019. Dans le numéro spécial Noël à New York de Spirou no 4260-4261 du 4 décembre 2019, il dessine un court récit de 4 planches Ollie day sur un scénario de Max de Radiguès à nouveau. Puis, il dessine un récit de 3 planches Général Sherman sur un scénario de Max de Radiguès en 2020 avant que ce duo n'entreprennent Eddie et Noé, des adolescents qui décident d’organiser une manifestation pour le climat au collège en prépublication en 2022 dans Le Monde des ados. La série compte deux volumes publiés aux éditions Sarbacane en 2023. Entretemps, il dessine sur un scénario de Frédéric Pâques pour la rubrique La BD Belge avant 1930 de mars 2021 à septembre 2022 dans Le Dessableur, nouvel organe du Centre belge de la bande dessinée.
Il rend hommage à Peyo avec un court récit en quatre planches L'Affaire Brisefer sur un scénario de Burt Leclercq à l'occasion du cinquantième anniversaire de son personnage Benoît Brisefer dans Spirou no 3792 du 15 décembre 2010, à Boule et Bill de Roba avec un récit de deux planches Le Coup de gueule de Bill qu'il réalise seul, dans Spirou no 3905 du 13 février 2013 ainsi qu'aux Tuniques bleues de Willy Lambil et Raoul Cauvin avec Des bleus et des roses récit de 4 planches dont il assume le scénario et le dessin, dans Spirou no 3927 du 17 juillet 2013.
Parallèlement, Piette est enseignant et anime un atelier BD à Saint-Luc à Liège,.
En termes d'influences, Piette s’inspire des maîtres classiques (Willy Vandersteen, Hergé) et en photographie de Stephen Shore pour la lumière, les cadrages.

### Vie privée
Hugo Piette demeure à Liège, il a deux enfants dont un fils de sept ans.

## Œuvre

### Albums de bande dessinée

#### Scénariste, dessinateur et coloriste

##### Les Arrachés
- 1. Ni Dieu, ni freins[9], Audie, coll. « Fluide glacial », Paris, janvier 2008
Scénario, dessin et couleurs : Xavier Lemmens et Hugo Piette -  (ISBN 978-2-85815-929-1)

##### Poncho et Semelle
Série terminée
- 1. Joyeux western[7], Éditions Sarbacane, Paris, 4e trimestre 2007
Scénario, dessin et couleurs : Hugo Piette -  (ISBN 978-2-84865-183-5)
- 2. La Colère de l'ouest[24], Sarbacane, Paris, 2e trimestre 2008
Scénario, dessin et couleurs : Hugo Piette -  (ISBN 978-2-84865-222-1)
- 3. Le Cow-boy du siècle[25], Sarbacane, Paris, 2e trimestre 2009
Scénario, dessin et couleurs : Hugo Piette -  (ISBN 978-2-84865-292-4)
- Poncho et Semelle[26],[27], Sarbacane, coll. « Les Petits Sarbac' », Paris, 20 juin 2018
Scénario, dessin et couleurs : Hugo Piette -  (ISBN 978-2-37731-110-1) (BNF 45544391),Intégrale

#### Dessinateur

##### Varulf
Série terminée
- 1. La Meute[28],[29], Éd. Gallimard, coll. « Bayou », Paris, 10 janvier 2013
Scénario : Gwen de Bonneval - Dessin : Hugo Piette - Couleurs : quadrichromie -  (ISBN 978-2-07-063983-0)
- 2. Mon nom est Trollaukinn[11],[30], Gallimard, coll. « Bayou », Paris, 13 mars 2014
Scénario : Gwen de Bonneval - Dessin : Hugo Piette - Couleurs : quadrichromie -  (ISBN 978-2-07-065281-5)

##### Happy Birds
Série terminée
- Happy Birds[31],[32], Delcourt, coll. « Shampooing », Paris, 14 juin 2017
Scénario : Lewis Trondheim - Dessin et couleurs : Hugo Piette -  (ISBN 978-2-7560-9490-8) — Format à l'italienne.

##### Seuls sont les indomptés
One shot
- Seuls sont les indomptés[33],[34],[35],[36], Éditions Sarbacane, Paris, 2e trimestre 2019
Scénario : Max de Radiguès - Dessin et couleurs : Hugo Piette -  (ISBN 978-2-37731-105-7) — d'après l'œuvre d'Edward Abbey.

##### Eddie et Noé
Série en cours
- 1. Plus chauds que le climat[37],[38] !, Sarbacane, Paris, 4 janvier 2023
Scénario : Max de Radiguès - Dessin : Hugo Piette - Couleurs : quadrichromie -  (ISBN 978-2-377-31845-2)
- 2. Les Agitateurs[21],[39], Sarbacane, Paris, 7 juin 2023
Scénario : Max de Radiguès - Dessin et couleurs : Hugo Piette -  (ISBN 978-2-377-31851-3)

#### Collectifs
- Sweet 15[13], L'Employé du Moi, Bruxelles, janvier 2015
Scénario : collectif - Dessin : collectif dont Hugo Piette - Couleurs : quadrichromie -  (ISBN 978-2-390040-06-4)Noté première édition, broché en 13,5 × 14 cm. Distribué au festival d'Angoulême 2015 puis en librairie à l'occasion du 15e anniversaire de la maison d'édition.
- 3. Pandora[40], Casterman, Bruxelles, 21 juin 2017
Scénario : collectif - Dessin : collectif dont Hugo Piette - Couleurs : quadrichromie -  (ISBN 9782203124363)

### Illustrations
- François David, Rêves de cabane[41], illustrations Hugo Piette, Éditions Sarbacane, 2008, 62 p.  (ISBN 9782848652481).

### Expositions collectives
- Jazz et Bande dessinée[42], 150 dessins, ESA Saint-Luc Liège du 4 avril au 27 avril 2024.